# آرموکور
آرموکور (به فرانسوی: Armaucourt) یک کمون در فرانسه است که در canton of Nomeny واقع شده‌است. آرموکور ۳٫۷۲ کیلومتر مربع مساحت دارد ۱۹۸ متر بالاتر از سطح دریا واقع شده‌است.